# Ivö klack
Ivö klack este o arie protejată (arie specială de conservare — SAC, sit de importanță comunitară — SCI) din Suedia întinsă pe o suprafață de 115,8 ha, integral pe uscat.

## Localizare
Centrul sitului Ivö klack este situat la coordonatele 56°07′49″N 14°24′42″E / 56.1304°N 14.4116°E.

## Înființare
Situl Ivö klack a fost declarat sit de importanță comunitară în decembrie 1995 pentru a proteja 1 specie de plante. Situl a fost protejat și ca arie specială de conservare în martie 2011.

## Biodiversitate
Situată în ecoregiunea continentală, aria protejată conține 3 habitate naturale: Păduri de fag Luzulo-Fagetum, Păduri de fag Asperulo-Fagetum, Taiga vestică.
La baza desemnării sitului se află o specie protejată de  plante: Buxbaumia viridis.